# アグネス・E・メイヤー
アグネス・エリザベス・アーンスト・メイヤー（Agnes Elizabeth Ernst Meyer、1887年1月2日 - 1970年9月1日）は、アメリカ合衆国のジャーナリスト、慈善家、公民権運動家であり、芸術家のパトロンだった。生涯を通じて、世界中の知識人、芸術家、作家と交流した。金融家ユージン・メイヤーとの結婚により、富と地位を得て、社会福祉プログラムなどの国家政策に影響を与えた。保健教育福祉省や、州の教育費を連邦政府が援助する制度の設立を政府に働きかけた。1965年に制定された初等中等教育法は、低所得者層の子供たちを対象として個別の学区に初めて連邦政府の援助を行うもので、この法律制定に対するメイヤーの功績はリンドン・ジョンソン大統領も認めている。メイヤーは、雇用と教育の機会を人種に関係なく平等にすることを提唱した。メイヤーは、調査報道によりワシントン都市圏の学校における人種分離の不公平さを明らかにした。
夫ユージン・メイヤーが1933年に『ワシントン・ポスト』紙を買収したことで、メイヤー一族はその後数世代にわたってアメリカの世論に影響を与えることができるようになった。娘のキャサリン・グラハムは、リチャード・ニクソン大統領の辞任につながったウォーターゲート事件の報道の際に新聞社を率い、ピューリッツァー賞を受賞した。1950年代、ジョセフ・マッカーシー上院議員が行った反共産主義運動に対して、学問の自由に対する脅威であるとする演説を行った。
芸術分野においても積極的な支援を行った。夫とともに、ポール・セザンヌやエドゥアール・マネの絵画、コンスタンティン・ブランクーシの彫刻、ジョン・マリンの水彩画などを購入し、ワシントンのナショナル・ギャラリーに寄贈した。

## 若年期と教育
1887年1月2日、ニューヨーク市で、ドイツ・ルーテル派の移民一世であるフレデリック・エルンスト（アーンスト）とルーシー・エルンストの間に生まれた。少女時代に一家は、ウェストチェスター郡の当時は農村だったペラムハイツ（現在のニューヨーク州ペラムの一部）に引っ越した。その後、一家はニューヨークの都市部に戻り、アグネスはブロンクスのモリス高校に進学した。アグネスは父の反対を押し切ってバーナード大学に入学し、学費は奨学金とアルバイトで賄った。大学在学中に、知識人たちとの生涯にわたる友情を育んだ。教育や哲学に興味を持った彼女は、コロンビア大学教授のジョン・デューイの影響を受け、後にアメリカの公教育に大きな影響を与えることになる。
後に夫となる11歳年上のユージン・メイヤーとは、バーナード大学在学中に画廊で出会った。1907年にバーナード大学を卒業後、1908年から1909年にかけてパリ・ソルボンヌ大学で学び、そこでエドワード・スタイケン、オーギュスト・ロダン、コンスタンティン・ブランクーシ、ガートルード・スタイン、レオ・スタインらと出会った。

## キャリアと影響

### ジャーナリスト、演説家

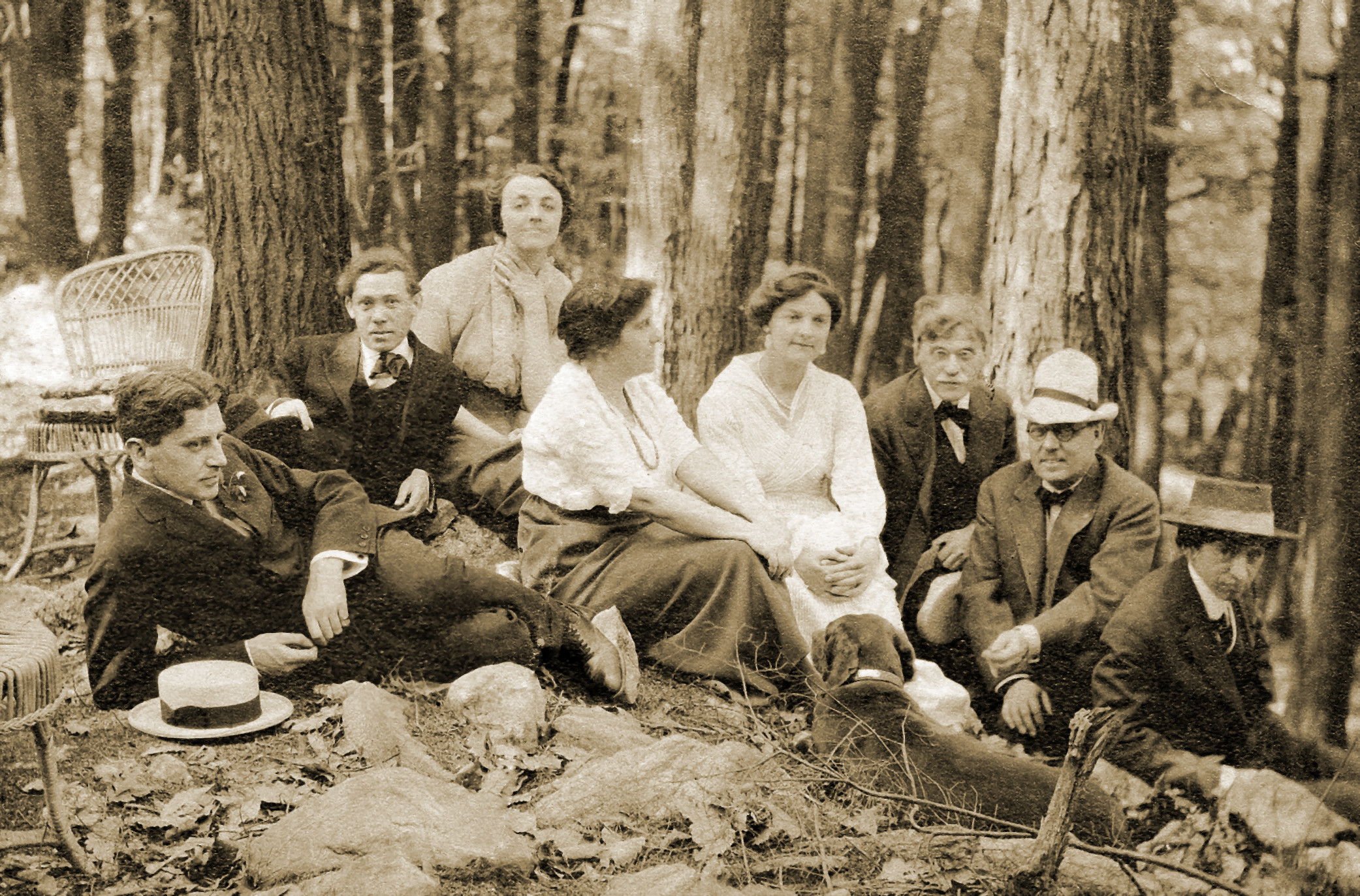
左から、ポール・ハビランド、アブラハム・ウォルコウィッツ、キャサリン・ローデス、エミリー・スティーグリッツ、アグネス・メイヤー、アルフレッド・スティーグリッツ、J・B・カーフォート、ジョン・マリン（1912年）

バーナード大学を卒業して間もなく、メイヤーは『ニューヨーク・サン』紙に採用され、同紙初の女性ジャーナリストの一人となった。キャサリン・ローデス、マリオン・ベケット、メイヤーの3人は、アルフレッド・スティーグリッツの芸術サークルで「三美神」(The Three Graces)と呼ばれていた。

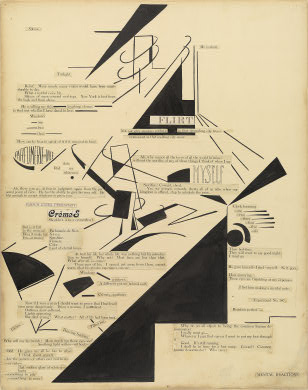
マリウス・デ・サヤス、アグネス・メイヤーによる視覚詩『精神的反応』(Mental Reactions)（1915年）

1915年から1916年にかけて、アルフレッド・スティーグリッツ、マリウス・デ・サヤス、ポール・ハビランドとともに文芸美術誌『291』を創刊した。第2号には、アメリカにおける視覚詩の最初の例である『精神的反応』(Mental Reactions)が掲載された。これは、メイヤーが書いた詩を、ブロックごとに切り離してページ全体に散りばめたものである。
1933年、連邦準備制度理事会(FRB)議長を辞任した夫ユージン・メイヤーは、破産した『ワシントン・ポスト』紙を競売で落札した。アグネスはそこに退役軍人、移民労働者、過密状態の学校、アフリカ系アメリカ人の問題についての記事を頻繁に寄稿した。第二次世界大戦後、"Out of These Roots: The Autobiography of An American Woman"を出版した。
1945年6月、メイヤーはポスト紙に"Orderly Revolution"（整然とした革命）という5回の連載を行った。これは、当時まだ無名のシカゴのコミュニティ・オーガナイザーだったソウル・アリンスキーへの熱烈な賛辞だった。アリンスキーは、ワシントンD.C.やウェストチェスター郡のメイヤーの家を頻繁に訪れていた。
1950年代にジョセフ・マッカーシー上院議員による反共産主義キャンペーンが行われた際、メイヤーは、このキャンペーンは学問の自由に対する脅威になるとする演説を行った。ニュージャージー州アトランティックシティで開催されたアメリカ学校管理者協会の大会では、マッカーシー上院議員の行動は自由な国民の尊厳を冒涜するものであると訴えた。バーナード・フォーラムでは、「安全保障はそれ自体が目的ではない」とし、自由がなければ「人生を牢獄のようなものにしてしまう」と主張した。一方で、メイヤーのジェンダー観は伝統主義的で、当時の典型的なものだった。『アトランティック』誌に寄稿した記事では、「女性には多くのキャリアがあるが、天職はただ1つ、母親である。女性は、主婦や母親の仕事ほど、大変で、必要で、やりがいのある仕事はないと大胆に宣言しなければならない。そうすれば、女性は家庭を安定させることで、再び社会の道徳的な力となることができるだろう」と主張している。
メイヤーは調査報道により、ワシントン都市圏の学校における人種分離の不公平さを明らかにした。1965年の初等中等教育法では、低所得者層の子供たちを対象として、個別の学区に初めて連邦政府の支援が行われることになり、世論の支持を得た。この法律の制定にあたり、リンドン・ジョンソン大統領はメイヤーの貢献を高く評価した。

### 公民権運動家
メイヤーは、人種により分けられていた公立学校の統合や、雇用における人種差別の撤廃を政府に働きかけた。また、保健教育福祉省の設立や、連邦政府による州への教育支援を提唱した。リンドン・ジョンソンは、自身の教育政策に最も影響を与えたのはメイヤーであると述べている。
メイヤーは、1956年11月17にワシントンD.C.で開催された全米黒人女性協議会で講演を行った。
1960年代を通じて、メイヤーはいくつかの非営利団体の設立と資金援助を通じて、公教育の改善に貢献した。

### 慈善家
1944年、夫と共同で、市民活動、特に公教育の向上に関する活動に資金を提供するユージン・アンド・アグネス・E・メイヤー基金を設立した。
1958年、夫と共同でアグネス・アンド・ユージン・メイヤー基金を設立し、母校バーナード・カレッジの教授を支援し、ニュースクール・フォー・ソーシャル・リサーチ（現 ニュースクール大学）に資金を提供した。翌年、ワシントンD.C.の学童に指導を行うプログラム、アーバン・サービス・コープを設立した。1960年、「公立学校支援のための全国委員会」を設立し、亡くなるまで委員長を務めた。

### パトロン

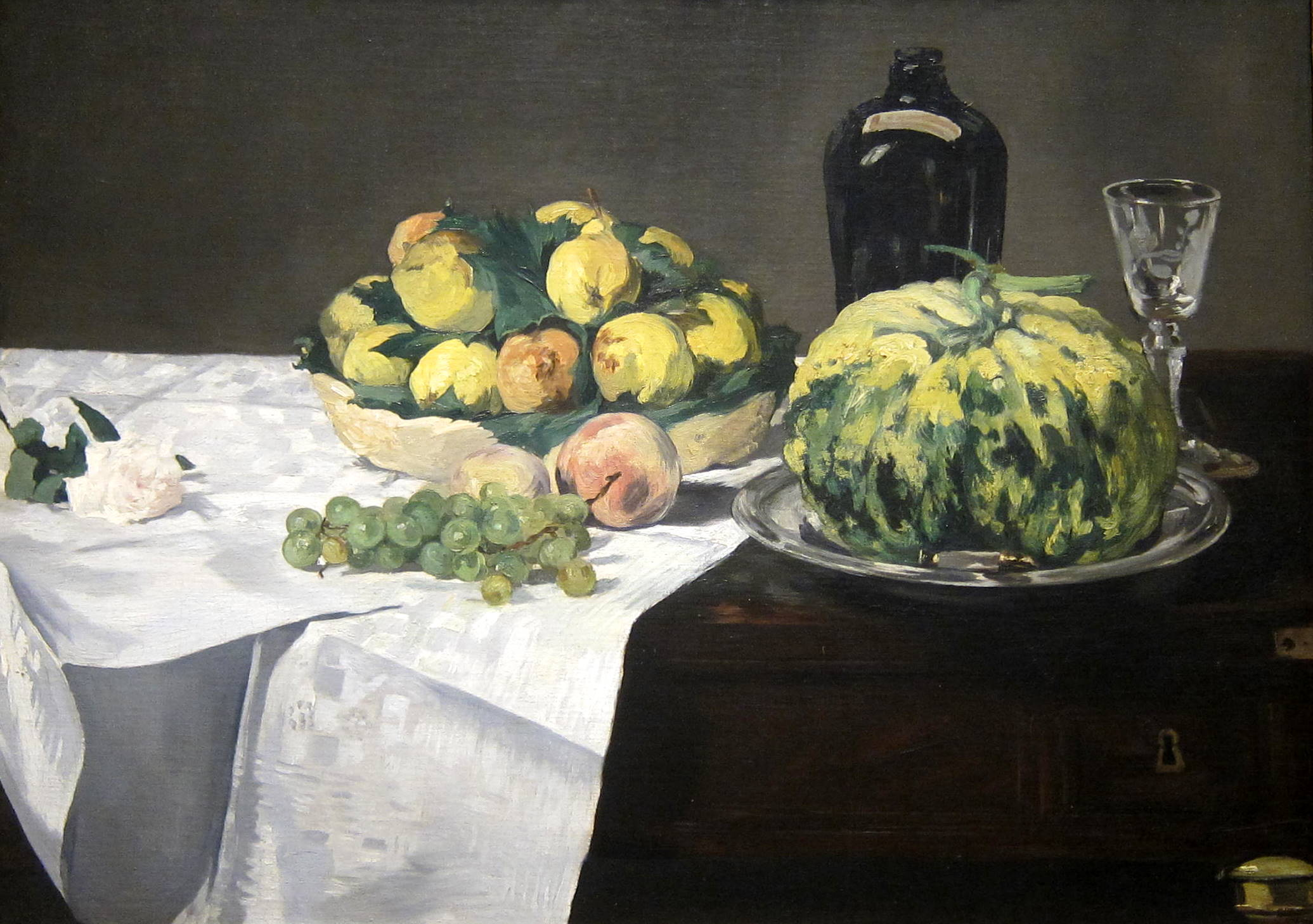
メイヤーがナショナル・ギャラリーに寄贈したエドゥアール・マネ画『メロンと桃のある静物』(Still Life with Melon and Peaches)（1866年頃、油彩、カンバス）

メイヤーは、1913年に中国絵画展でデトロイトの実業家で芸術コレクターのチャールズ・ラング・フリーアと出会った。それ以来、フリーアとメイヤーは長年にわたり、中国ほかアジアの美術品を研究、収集した。1919年、フリーア美術館が完成する前にフリーアが亡くなると、メイヤーとその夫が最終的な決定を行った。1993年に行われた改修工事では、夫妻の名を冠したユージン・アンド・アグネス・E・メイヤー・オーディトリアムが設けられた。
メイヤー家は、ポール・セザンヌやエドゥアール・マネの絵画、コンスタンティン・ブランクーシの彫刻、ジョン・マリンの水彩画などをワシントンのナショナル・ギャラリーに寄贈した。

## 私生活

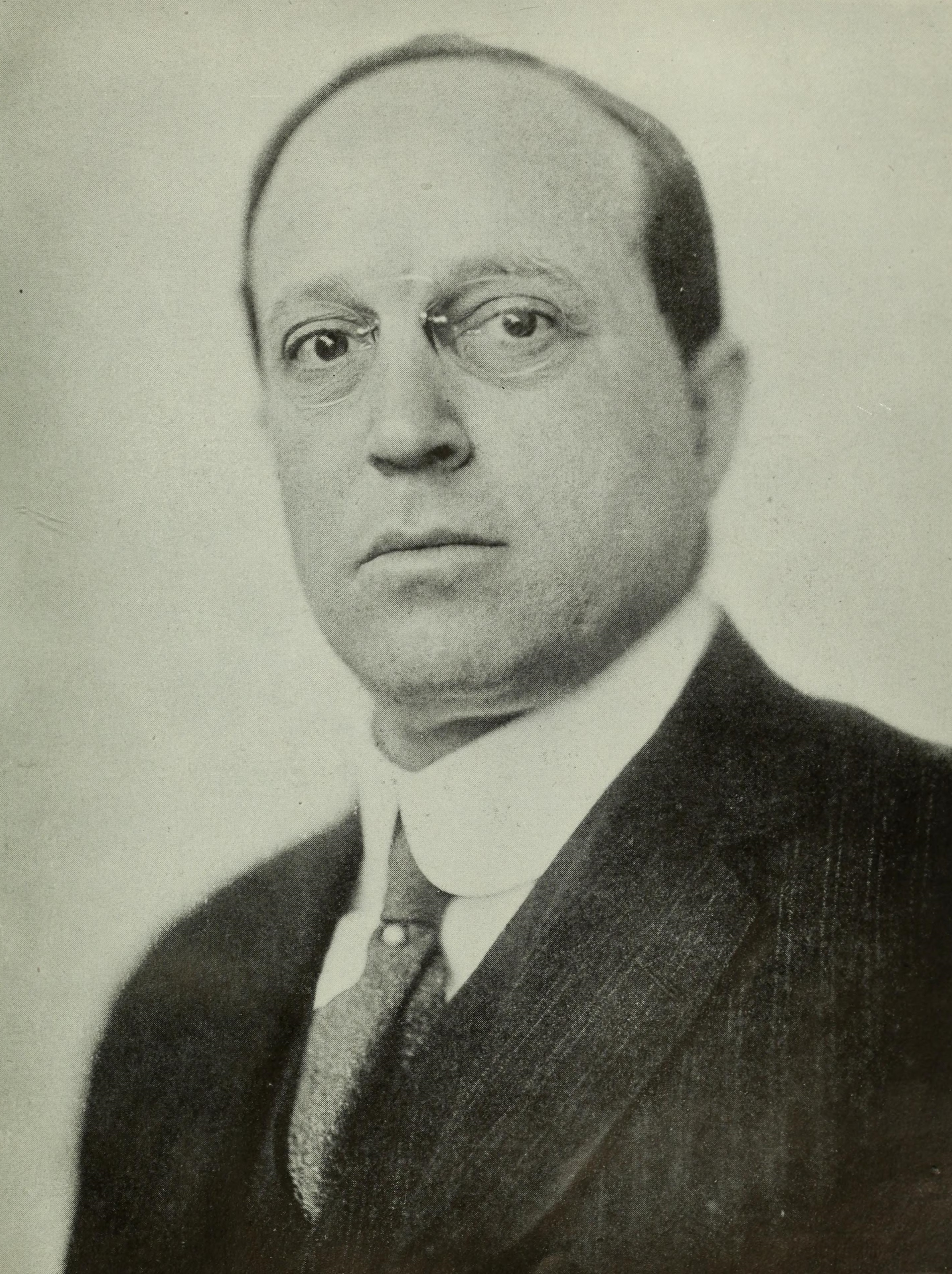
ユージン・メイヤー

1910年にパリからアメリカに戻った彼女は、ユージンと結婚し、ルーテル派による小規模な結婚式を挙げた。ユージンは当時、既に投資銀行家としてのキャリアを確立しており、経済的にも恵まれていた。
2人の間には5人の子供がいた。長女のフローレンス・メイヤー（1911-1962）は写真家で、俳優のオスカー・ホモルカと結婚した。ニ女エリザベス・メイヤー・ローレンツ（1913-2001）は作家で、映画監督のパレ・ローレンツと結婚した。唯一の息子のユージン・"ビル"・メイヤー3世（1915-1982）は、医師、医学教授となった。三女キャサリン・グラハム（1917-2001）は、後に父や夫フィル・グラハムの後を継いで『ワシントン・ポスト』紙の発行人となった。四女ルース・メイヤー（1921-2007）は、産婦人科医のウィリアム・A・エプスタインと結婚した。

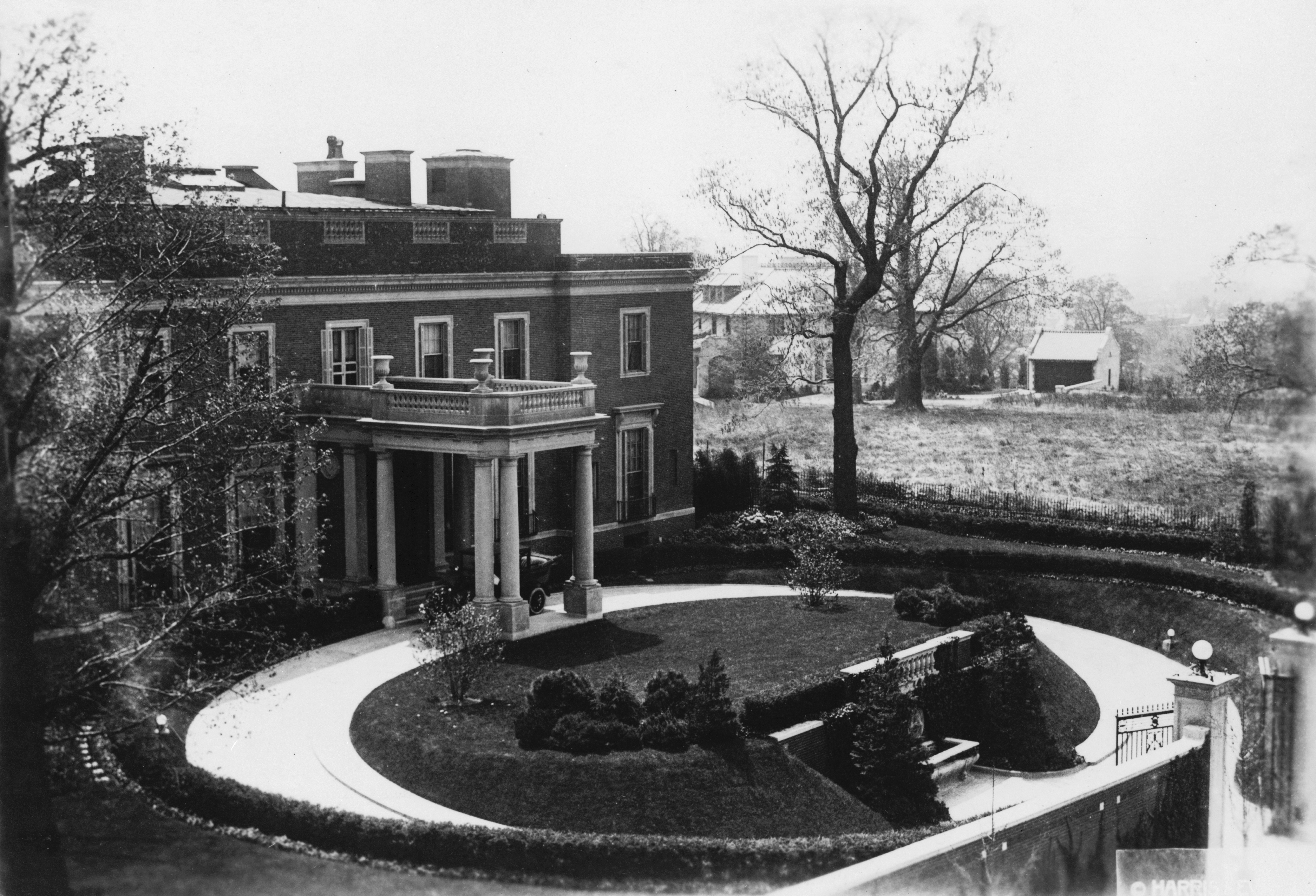
クレセント・プレイスのホワイト・メイヤー・ハウス

1917年、メイヤー家はワシントンD.C.に移り、その後16年間、ユージンは連邦準備制度理事会(FRB)議長（1930-33年）などの連邦政府の役職を歴任した。一家はワシントンD.C.のメリディアン・ヒル・パーク地区に住んでいた。メイヤー家は、外交官ヘンリー・ホワイトがクレセント・プレイスに建てた邸宅を1929年に借り、1934年に購入した。この建物は現在、ホワイト・メイヤー・ハウスとして知られており、1988年にアメリカ合衆国国家歴史登録財になった。
1919年、メイヤー夫妻は、ニューヨーク州ウェストチェスター郡マウント・キスコのセブン・スプリングス農場に邸宅を建てた。この邸宅には、60以上の部屋、使用人用の2つの棟、15のベッドルーム、イタリア産の白大理石でできた屋内プールを始めとする3つのプールがあった。
邸宅からはバイラム湖が見渡せ、ノースキャッスル、ニューキャッスル、ベッドフォードの3つの町からの道が交わる地点にある。
メイヤーは、ウェストチェスター郡レクリエーション委員会の委員長を1923年から1941年までの18年間務めた。
メイヤーはトーマス・マンと20年来の友人だった。アメリカに亡命したマンのために、メイヤーはニューヨークやワシントンの社交界に彼を紹介した。1938年には、マンのプリンストン大学人文科学講師の職を斡旋した。

## 賞と栄誉
メイヤーは、14の名誉学位のほか、全米女性記者クラブ、全米黒人地位向上協会(NAACP)、アメリカ労働総同盟・産業別組合会議(AFL-CIO)、キリスト教徒・ユダヤ教徒全米協議会などから表彰を受けている。

## 死去
1970年9月1日、セブン・スプリングス農場において83歳で癌により亡くなった。
死後、ユージン・アンド・アグネス・E・メイヤー財団は、セブン・スプリングス農園をイェール大学に寄贈した。その後、非営利のカンファレンスセンターとして法人化された。1984年にロックフェラー大学に譲渡され、その後も会議場として使用されている。
1983年、『ワシントン・ポスト』紙は、優れた教師を表彰するアグネス・メイヤー優秀教師賞を創設した。ワシントン都市圏の500人以上の教師がこの賞を受賞している。
アメリカ議会図書館は、メイヤーの日記、家族や友人との手紙、作家や社会活動家としてのキャリア、スピーチ、未発表の回顧録の原稿などを収めたアグネス・エリザベス・アーネスト・メイヤー文書を所蔵している。

## 著書
- Chinese Painting: As Reflected in the Thought and Art of Li Lung-Mein, 1070–1106 (New York, 1923).
- Out of These Roots: The Autobiography of an American Woman (Boston, 1953).